# Ковшичи
Ковшичи — деревня в Краснинском районе Смоленской области России. Входит в состав Нейковского сельского поселения. Население — 2 жителя (2007 год). 
Расположена в западной части области в 22 км к юго-западу от Красного, в 21 км южнее автодороги М1 «Беларусь», на берегу реки Мерея. В 20 км северо-западнее деревни расположена железнодорожная станция Красное на линии Москва — Минск.

## История
Упоминается в 1669 году как деревня в Смоленском воеводстве Великого Княжества Литовского. В годы Великой Отечественной войны деревня была оккупирована гитлеровскими войсками в июле 1941 года, освобождена в сентябре 1943 года.